# Hornsby Bend (Teksas)
Hornsby Bend je naseljeno mjesto za statističke potrebe u američkoj saveznoj državi Teksas. Prema popisu stanovništva iz 2010. u njemu je živjelo 6.791 stanovnika.